# Mistrzostwa Europy w Wioślarstwie 2010 – ósemka kobiet
Ósemka kobiet (W8+) – konkurencja rozgrywana podczas Mistrzostw Europy w Wioślarstwie 2010 w Montemor-o-Velho między 10 a 12 września.

## Harmonogram konkurencji
| Wydarzenie                  | Runda      |
| --------------------------- | ---------- |
| Piątek, 10 września 2010    | Eliminacje |
| Sobota, 11 września 2010    | Repasaże   |
| Niedziela, 12 września 2010 | Finał B    |
| Niedziela, 12 września 2010 | Finał A    |

## Medaliści
| Złoto | Srebro | Brąz |
| Rumunia · Roxana Cogianu · Ionelia Zaharia · Maria Diana Bursuc · Ioana Craciun · Adelina Cojocariu · Nicoleta Albu · Camelia Lupascu · Eniko Mironcic · Teodora Stoica | Holandia · Kirsten Wielaard · Claudia Belderbos · Roline Repelaer Van Driel · Sytske De Groot · Chantal Achterberg · Nienke Kingma · Carline Bouw · Femke Dekker · Anne Schellekens | Niemcy · Eva Paus · Anika Kniest · Constanze Siering · Silke Günther · Kathrin Thiem · Ulrike Sennewald · Nina Wengert · Anna-Maria Kipphardt · Laura Schwensen |

## Wyniki

### Eliminacje
Reguła kwalifikacji: 1 → FA, 2.. → R

#### Eliminacje 1
| Miejsce | Zawodnik | Kraj     | Czas    | Uwagi |
| ------- | --- | -------- | ------- | ----- |
| 1       | Roxana Cogianu Ionelia Zaharia Maria Diana Bursuc Ioana Craciun Adelina Cojocariu Nicoleta Albu Camelia Lupascu Eniko Mironcic Teodora Stoica               | Rumunia  | 6:17,46 | FA    |
| 2       | Switłana Spiriuchowa Natalija Ryżkowa Tetiana Dudyk Natalija Huba Anastasija Prodan Switłana Nowyczenko Nina Proskura Tetiana Kolesnikowa Hanna Hajdukowa   | Ukraina  | 6:22,59 | R     |
| 3       | Julija Sorokowska Jelena Antonowa Oksana Striełkowa Anna Morgun Natalia Mielnikowa Julija Inoziemcewa Ksienija Sajfutdinowa Julija Popowa Marija Jefimienko | Rosja    | 6:24,28 | R     |
| 4       | Hanna Haura Nina Bondarawa Wolha Szczarbaczenia Hanna Nachajewa Wolha Płaszkowa Natalla Helach Natalla Haurylenka Zinaida Kluczynska Jarasława Paułowicz    | Białoruś | 6:24,28 | R     |

#### Eliminacje 2
| Miejsce | Zawodnik | Kraj     | Czas    | Uwagi |
| ------- | --- | -------- | ------- | ----- |
| 1       | Eva Paus Anika Kniest Constanze Siering Silke Günther Kathrin Thiem Ulrike Sennewald Nina Wengert Anna-Maria Kipphardt Laura Schwensen                   | Niemcy   | 6:21,78 | FA    |
| 2       | Kirsten Wielaard Claudia Belderbos Roline Repelaer Van Driel Sytske De Groot Chantal Achterberg Nienke Kingma Carline Bouw Femke Dekker Anne Schellekens | Holandia | 6:24,39 | R     |
| 3       | Anna Karzyńska Kornelia Nitzler Zuzanna Trzcińska Magda Korczak Kinga Kantorska Marta Liniewska Joanna Leszczyńska Kamila Soćko Paulina Górska           | Polska   | 6:30,83 | R     |
| 4       | Lucie Mathieu Floriane Garcia Diane Delalleau Clemence Willaume Pauline Bugnard Stéphanie Dechand Marie Le Nepvou Vanessa Grandpierre Alexandra Girard   | Francja  | 6:32,50 | R     |

### Repasaże
Reguła kwalifikacji: 1-4 → FA, 5... → FB
| Miejsce | Zawodnik | Kraj     | Czas    | Uwagi |
| ------- | --- | -------- | ------- | ----- |
| 1       | Kirsten Wielaard Claudia Belderbos Roline Repelaer Van Driel Sytske De Groot Chantal Achterberg Nienke Kingma Carline Bouw Femke Dekker Anne Schellekens    | Holandia | 6:30,19 | FA    |
| 2       | Switłana Spiriuchowa Natalija Ryżkowa Tetiana Dudyk Natalija Huba Anastasija Prodan Switłana Nowyczenko Nina Proskura Tetiana Kolesnikowa Hanna Hajdukowa   | Ukraina  | 6:32,92 | FA    |
| 3       | Julija Sorokowska Jelena Antonowa Oksana Striełkowa Anna Morgun Natalia Mielnikowa Julija Inoziemcewa Ksienija Sajfutdinowa Julija Popowa Marija Jefimienko | Rosja    | 6:33,18 | FA    |
| 4       | Hanna Haura Nina Bondarawa Wolha Szczarbaczenia Hanna Nachajewa Wolha Płaszkowa Natalla Helach Natalla Haurylenka Zinaida Kluczynska Jarasława Paułowicz    | Białoruś | 6:35,70 | FA    |
| 5       | Anna Karzyńska Kornelia Nitzler Zuzanna Trzcińska Magda Korczak Kinga Kantorska Marta Liniewska Joanna Leszczyńska Kamila Soćko Paulina Górska              | Polska   | 6:39,62 | FB    |
| 6       | Lucie Mathieu Floriane Garcia Diane Delalleau Clemence Willaume Pauline Bugnard Stéphanie Dechand Marie Le Nepvou Vanessa Grandpierre Alexandra Girard      | Francja  | 6:48,75 | FB    |

### Finał B
| Miejsce | Zawodnik | Kraj    | Czas    | Uwagi |
| ------- | --- | ------- | ------- | ----- |
| 1       | Anna Karzyńska Kornelia Nitzler Zuzanna Trzcińska Magda Korczak Kinga Kantorska Marta Liniewska Joanna Leszczyńska Kamila Soćko Paulina Górska         | Polska  | 6:35,09 |       |
| 2       | Lucie Mathieu Floriane Garcia Diane Delalleau Clemence Willaume Pauline Bugnard Stéphanie Dechand Marie Le Nepvou Vanessa Grandpierre Alexandra Girard | Francja | 6:40,15 |       |

### Finał A
| Miejsce | Zawodnik | Kraj     | Czas    | Uwagi |
| ------- | --- | -------- | ------- | ----- |
|         | Roxana Cogianu Ionelia Zaharia Maria Diana Bursuc Ioana Craciun Adelina Cojocariu Nicoleta Albu Camelia Lupascu Eniko Mironcic Teodora Stoica               | Rumunia  | 6:36,45 |       |
|         | Kirsten Wielaard Claudia Belderbos Roline Repelaer Van Driel Sytske De Groot Chantal Achterberg Nienke Kingma Carline Bouw Femke Dekker Anne Schellekens    | Holandia | 6:39,35 |       |
|         | Eva Paus Anika Kniest Constanze Siering Silke Günther Kathrin Thiem Ulrike Sennewald Nina Wengert Anna-Maria Kipphardt Laura Schwensen                      | Niemcy   | 6:41,51 |       |
| 4       | Switłana Spiriuchowa Natalija Ryżkowa Tetiana Dudyk Natalija Huba Anastasija Prodan Switłana Nowyczenko Nina Proskura Tetiana Kolesnikowa Hanna Hajdukowa   | Ukraina  | 6:44,03 |       |
| 5       | Julija Sorokowska Jelena Antonowa Oksana Striełkowa Anna Morgun Natalia Mielnikowa Julija Inoziemcewa Ksienija Sajfutdinowa Julija Popowa Marija Jefimienko | Rosja    | 6:44,91 |       |
| 6       | Hanna Haura Nina Bondarawa Wolha Szczarbaczenia Hanna Nachajewa Wolha Płaszkowa Natalla Helach Natalla Haurylenka Zinaida Kluczynska Jarasława Paułowicz    | Białoruś | 6:52,94 |       |